# Iulomorpha rixosa
Iulomorpha rixosa är en mångfotingart som beskrevs av Carl Graf Attems 1928. Iulomorpha rixosa ingår i släktet Iulomorpha och familjen Iulomorphidae. Inga underarter finns listade i Catalogue of Life.